# Су-85Б
СУ-85Б — експериментальна радянська протитанкова самохідно-артилерійська установка періоду Другої Світової Війни. Створена в 1945 р. в КБ Горьковського Авто Заводу. Являла собою модернізований корпус СУ-76М з встановленою новою 85 мм гарматою ЛБ-2С. Державні випробування пройшла успішно, проте на озброєння прийнята не була внаслідок закінчення війни.

## Історія
У 1943—1944 рр.. добрі результати в боротьбі з танками показали 85-мм гармати, що стояли на Т-34 (ЗІС-С-53 і Д-5Т) і Д-5С (па СУ-85).
Їх і вирішили поставити на нову самохідну установку. Але довелося рахуватися із збільшеною в порівнянні з ЗІС-3 силою віддачі.
Приступаючи до модернізації СУ-76М по озброєнню, перш за все слід було посилити базу Т-70. Для цього на перші й останні вузли підвіски, крім торсіонів, ставилися листові ресори. Корпус подовжили у порівнянні з СУ-76, була змінена також форма корми. У спеціальній рамці, вмонтованій в лобовий лист рубки встановили гармату Д-5-С-85А, що відрізнялася незначними деталями від гармати Д-5С.
Її кути наведення становили: горизонтальної — 17 °, а вертикальної −4 °, +18 °. На СУ-76М гармата встановлювалася на поперечній балці. Рубка з 15-мм броньових листів, з'єднаних зварюванням, даху не мала. Її лобовий лист в порівнянні з аналогічним на СУ-76М був змінений.
Силова установка, силова передача — такі ж, як на Т-70М. Ведуче колесо цівочного зачеплення мало 13 зубів (у СУ-76М — 15). Встановлена трубчаста піввісь лівої бортової передачі. Очікувалося, що бойові, тягові і експлуатаційні якості нової машини покращаться. В кінці 1944 р. СУ-85А була зібрана на ГАЗі і пройшла ходові та артилерійські випробування (пробіг 2708 км і 844 постріли, в тому числі 473 на посиленому заряді).